# Perperek Knoll

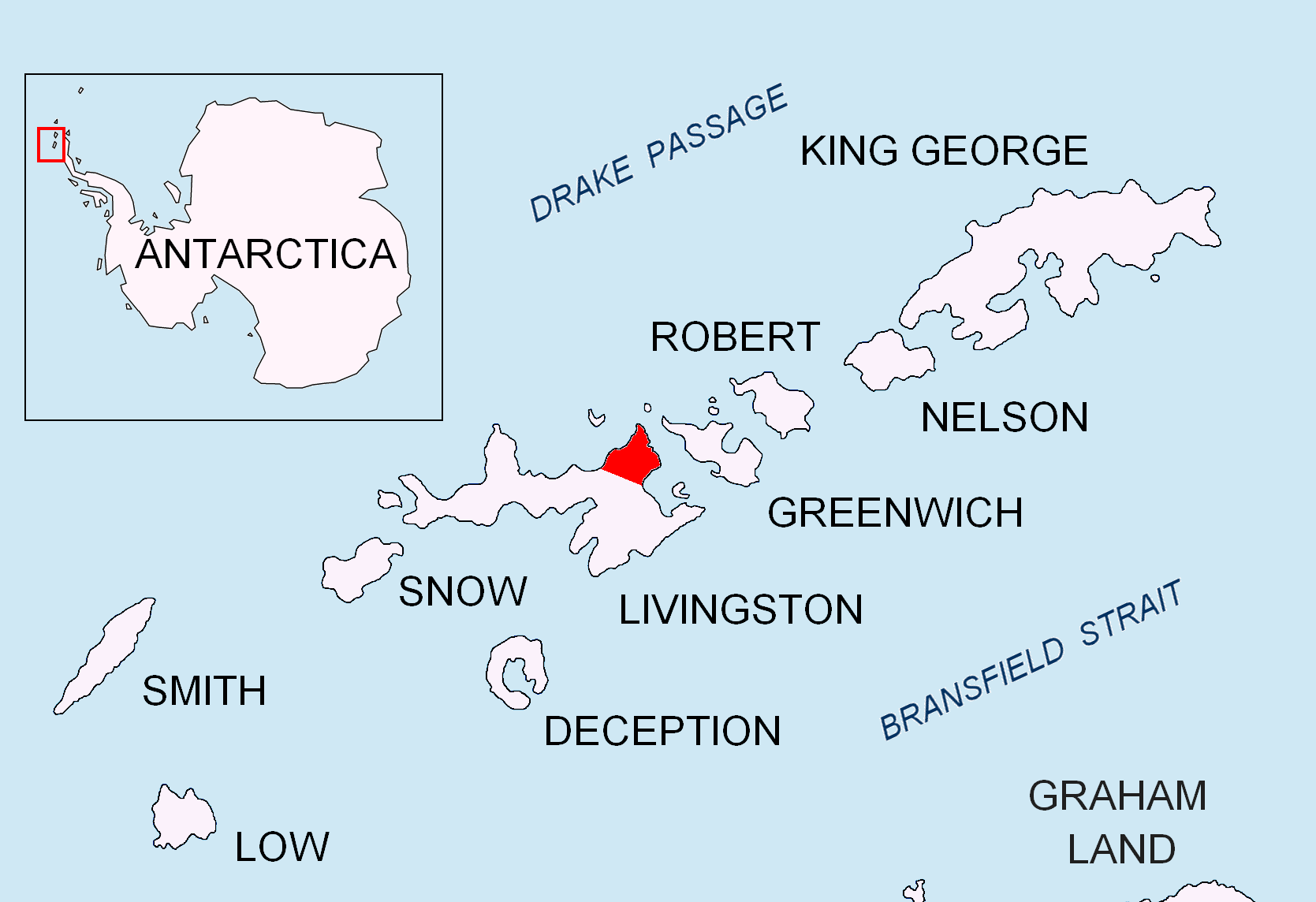
Mappa della Penisola Varna sull'isola di Livingston

Perperek Knoll (Perperekska Mogila\per-pe-'rek-ska mo-'gi-la\) è una vetta di 360 metri nella penisola Varna, tra le isole Shetland Meridionali in Antartide. 

## Luogo
I pendii sudorientali sono parzialmente liberi dal ghiaccio, mentre sovrasta il ghiacciaio kaliakra. Il nome deriva dal villaggio bulgaro di Perperek.
La vetta si trova a 5.77 km a nord della vetta di Silven e a 4.51 km nordest da Leslie Hill. 

## Mappe
- L.L. Ivanov, Antarctica: Livingston Island and Greenwich, Robert, Snow and Smith Islands. Mappa topografica scala 1:120.000 (JPG), su apcbg.org, Troyan, Manfred Wörner Foundation, 2009, ISBN 978-954-92032-6-4.